# Ricky Robertson
Ricky « R.J. » Robertson Jr. (né le 19 septembre 1990 à Hernando) est un athlète américain, spécialiste du saut en hauteur.

## Carrière
En juin 2009, il est champion des États-Unis juniors.
Le 7 avril 2012, il franchit la hauteur de 2,32 m à Gainesville, record personnel. En juin 2016, il réalise le minima olympique de 2,29 m à Chula Vista. Lors des sélections olympiques américaines, il ne termine que 6e ex æquo, en 2,21 m, mais résulte néanmoins sélectionné en tant que meilleur troisième avec minima.
Il avait remporté la médaille d'argent lors des Championnats NACAC des moins de 23 ans à Miramar en 2010.
Le 17 juin 2017, il franchit 2,30 m à Chula Vista avant d'égaler cette barre le 25 juin à Sacramento pour terminer deuxième des championnats nationaux.

## Palmarès
| Date | Compétition                    | Lieu           | Résultat | Marque |
| ---- | ------------------------------ | -------------- | -------- | ------ |
| 2016 | Championnats du monde en salle | Portland       | 12e      | 2,20 m |
| 2016 | Jeux olympiques                | Rio de Janeiro | qual.    | 2,26 m |

## Records
| Épreuve         | Épreuve      | Performance | Lieu        | Date            |
| --------------- | ------------ | ----------- | ----------- | --------------- |
| Saut en hauteur | En plein air | 2,32 m      | Gainesville | 7 avril 2012    |
| Saut en hauteur | En salle     | 2,31 m      | Boston      | 28 février 2015 |